# Apusomonadida
Apusomonadida es un pequeño grupo de protistas flagelados deslizantes que se encuentran en el suelo y en hábitats marinos y de agua dulce, en donde se alimentan de bacterias, usando con frecuencia seudópodos. La membrana celular dorsal está sustentada por una teca fina que comprende dos capas y que se extiende lateralmente delimitando una amplia región ventral de la que emergen los seudópodos. Presentan dos flagelos heterodinámicos, el anterior encerrado por la extensión de la cubierta dorsal formando una probóscide, mientras que el posterior cae dentro de la región ventral, que apoyan la locomoción por deslizamiento. Las crestas mitocondriales son tubulares. Suele haber filopodios que irradian alrededor de la célula.
Los análisis filogenéticos demuestran que son el grupo hermano de Opisthokonta (el linaje que contiene a los animales, hongos y sus parientes protistas más cercanos). Por otro lado, Cavalier-Smith considera que constituyen un grupo basal a Amoebozoa y Opisthokonta y lo coloca junto a otros grupos relacionados en el parafilético Sulcozoa.